# Noordodes purpureoflava
Noordodes purpureoflava is een vlinder uit de familie van de grasmotten (Crambidae). De wetenschappelijke naam van de soort is voor het eerst geldig gepubliceerd in 1916 door George Francis Hampson.